# Починок-Бибить
Почи́нок-Биби́ть (рос. Починок-Быбыть, чув. Йăлмахва) — присілок у складі Комсомольського району Чувашії, Росія. Адміністративний центр Кайнлицького сільського поселення.
Населення — 392 особи (2010; 404 у 2002).
Національний склад:
- чуваші — 99 %